# Evangelio

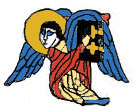
Mateo
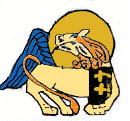
Marcos
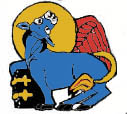
Lucas
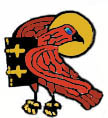
Juan

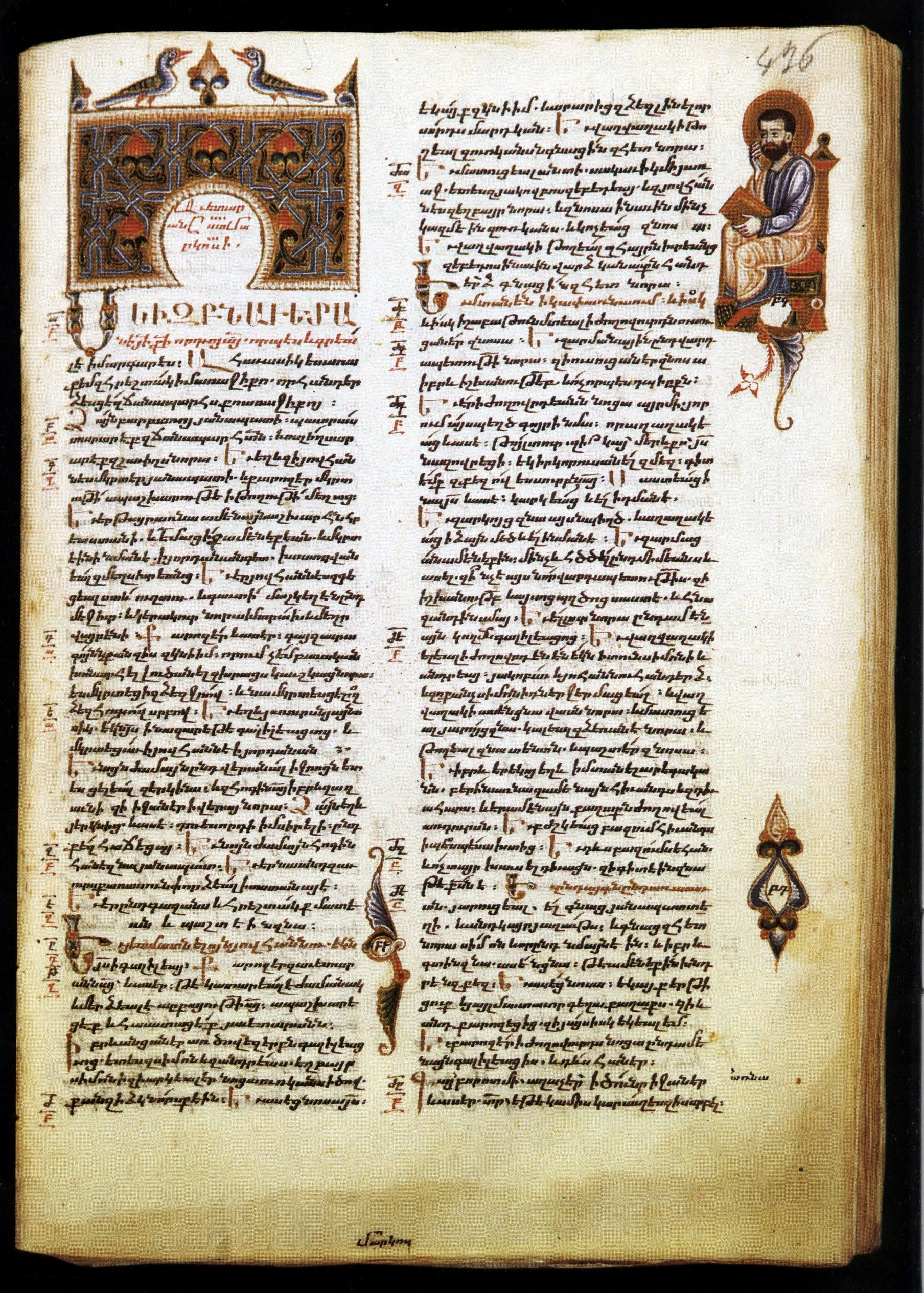
La primera página del Evangelio de Marcos en armenio, de Sargis Pitsak,.

El Evangelio (del latín evangelĭum, y este del griego εὐαγγέλιον [euangelion], «buena noticia», propiamente de las palabras εύ, «bien», y -αγγέλιον, «mensaje») es la narración de la vida y palabras de Jesucristo, de la buena noticia, del cumplimiento de la promesa hecha por Dios.
En un sentido más particular, los evangelios son escritos de los primeros cristianos que recogen las primigenias predicaciones de los discípulos de Jesús de Nazaret, el núcleo central de cuyo mensaje es la muerte y la resurrección de Jesús. El Nuevo Testamento de la Biblia cristiana incluye cuatro evangelios, que se denominan canónicos porque se reconocen como parte de la Revelación por las diferentes confesiones cristianas. 
Se conocen con el nombre de los autores que se les asignó a mediados del siglo II: Mateo, Marcos, Lucas y Juan. Hoy se siguen usando dichos nombres por facilidad, aunque los historiadores dudan que fuesen los autores reales.
La mayoría de los expertos consideran que estos cuatro evangelios se escribieron entre los años 65 y 100 d. C., aunque otros proponen fechas más tempranas o más tardías.
Existen otros relatos de la vida y de las palabras de Jesucristo, conocidos como evangelios apócrifos, que no se reconocen como canónicos por las iglesias cristianas actuales, aunque sí se consideraron «escritura» por algunas de las facciones en que se dividió el cristianismo durante los primeros siglos de su historia. En particular, la corriente gnóstica aportó la mayor parte de estos textos, así como las comunidades judeocristianas. Este último es el caso del evangelio de los hebreos y el evangelio secreto de Marcos, que diversos autores (como Morton Smith) datan como contemporáneos de los evangelios canónicos y aun como fuente de algunos de estos. Debido a este tipo de debates, hay autores que prefieren hablar de «evangelios extracanónicos», en vez de «apócrifos», para evitar un término que implica a priori la falsedad de los textos. El evangelio de Tomás incluso está datado por algunos expertos en el año 50 d. C., hipótesis que lo convertiría en el más antiguo conocido.

## Origen del término
La palabra «evangelio» se emplea por primera vez en los escritos de las primeras comunidades cristianas por Pablo de Tarso, en la primera carta a los corintios, redactada probablemente en el año 57: 

Γνωρίζω δὲ ὑμῖν, ἀδελφοί, τὸ εὐαγγέλιον ὃ εὐηγγελισάμην ὑμῖν, ὃ καὶ παρελάβετε, ἐν ᾧ καὶ ἑστήκατε,
Os recuerdo, hermanos, el evangelio que os anuncié, que recibisteis, y en el que habéis perseverado.

El Evangelio es el relato de la vida y las enseñanzas de Jesús. También habla del amor que Dios muestra a la humanidad mandando a su único Hijo Jesucristo a redimir el mundo. Es así que muere por nuestros pecados; es sepultado y al tercer día resucita de entre los muertos conforme él mismo había predicho. Se aparece a sus doce apóstoles (además de otras personas) durante cuarenta días. Con su muerte se restauran los lazos de amor quebrados desde la desobediencia de los primeros padres y se abren las puertas del cielo (que hasta ese momento se encontraban cerradas) en beneficio de todos aquellos que sigan su palabra, esto es, «El amor a Dios sobre todas las cosas y el amor al prójimo como a sí mismo».
Con el mismo «sentido» aparece la palabra en el evangelio de Mateo y en el evangelio de Marcos. Posiblemente esta palabra sea la traducción al griego de una expresión aramea empleada en su predicación por Jesús de Nazaret, pero no existen datos concluyentes. En total, la expresión «evangelio» se usa en setenta y seis ocasiones en el Nuevo Testamento. Es significativo que sesenta de ellas tengan lugar en las cartas de Pablo y que no exista ninguna mención del término en el evangelio de Juan ni en el Evangelio de Lucas, aunque sí aparece en los Hechos de los Apóstoles, atribuidos a Lucas. El número de menciones de cada término es el siguiente:
| Término                  | Evangelio de Mateo | Evangelio de Marcos | Evangelio de Lucas | Hechos de los Apóstoles | Evangelio de Juan |
| ------------------------ | ------------------ | ------------------- | ------------------ | ----------------------- | ----------------- |
| Evangelio (euangélion)   | 4                  | 8                   | 0                  | 2                       | 0                 |
| Evangelizar (euangelízō) | 1                  | 0                   | 10                 | 15                      | 0                 |

Se ha especulado sobre si las comunidades cristianas helenísticas adoptaron el término «evangelio» a partir del culto al emperador. Existe en Priene una inscripción dedicada a Augusto, fechada en el año 9 a. C., en que aparece esta palabra con un sentido muy similar al que después le dieron los cristianos; tras celebrar la aparición (epiphanein) de este emperador divinizado como salvador (soter) de la humanidad, dicho texto termina así:

El natalicio del dios comenzó para el mundo las buenas noticias (euangelion) que vinieron por él.

La terminología empleada en Priene aparece también en otras inscripciones similares, lo que ha llevado a considerar a algunos autores como altamente probable que el autor de Marcos conociera ese tipo de lenguaje, dados los paralelismos encontrados al inicio de este evangelio. En cualquier caso, la palabra se había utilizado frecuentemente en la literatura anterior en lengua griega, incluida la primera traducción de la Biblia a este idioma, conocida como Biblia de los Setenta.

## Evangelios canónicos
Del elevado número de evangelios escritos en la Antigüedad, la Iglesia solo aceptó cuatro y se consideran canónicos. Establecer como canónicos estos cuatro evangelios fue una preocupación central de Ireneo de Lyon, hacia el año 185. En su obra más importante, Adversus haereses, Ireneo criticó con dureza tanto a las comunidades cristianas que hacían uso de un solo evangelio, el de Mateo, como a los que aceptaban varios de los que hoy se consideran como evangelios apócrifos, como la secta gnóstica de los valentinianos. Ireneo afirmó que los cuatro evangelios defendidos por él eran los cuatro pilares de la Iglesia. «No es posible que puedan ser ni más ni menos de cuatro», declaró, presentando como lógica la analogía con los cuatro puntos cardinales o los cuatro vientos (1.11.18). Para ilustrar su punto de vista, utilizó una imagen, tomada de Ezequiel 1, del trono de Dios flanqueado por cuatro criaturas con rostros de diferentes animales (hombre, león, toro, águila), que están en el origen de los símbolos de los cuatro evangelistas en la iconografía cristiana.
Tres de los evangelios canónicos, Marcos, Mateo y Lucas, presentan entre sí importantes similitudes. Por la semejanza que guardan entre sí se denominan sinópticos desde que, en 1776, el estudioso J. J. Griesbach los publicó por primera vez en una tabla de tres columnas, en las que podían abarcarse globalmente de una sola mirada (synopsis, «vista conjunta») para destacar mejor sus coincidencias. 

### Origen de los evangelios canónicos
La historia del desarrollo de los evangelios es confusa. Existen varias teorías acerca de su composición, como se expone a continuación. Los análisis de los estudiosos se han centrado en lo que se llama el problema sinóptico, es decir, las relaciones literarias existentes entre los tres evangelios sinópticos, Mateo, Lucas y Marcos. La teoría que ha obtenido el mayor consenso es la «teoría de las dos fuentes». 

#### Teoría de las dos fuentes
Las diferencias y las semejanzas entre los evangelios sinópticos se han explicado de diferentes formas. Una de las teorías no comprobadas es la llamada «teoría de las dos fuentes». Según esta teoría, Marcos sería el evangelio más antiguo de los tres y el que habrían utilizado como fuente Mateo y Lucas, lo que puede explicar la gran cantidad de material común a los tres sinópticos; sin embargo, dado que los evangelios se escribieron en momentos y lugares diferentes, no habría sustento en ello. Entre Lucas y Mateo se han observado coincidencias que no aparecen en Marcos y que se han atribuido a una hipotética fuente Q (del alemán Quelle, fuente) o protoevangelio Q, que consistiría básicamente en una serie de logia («dichos», es decir, «enseñanzas» de Jesús), sin elementos narrativos. El descubrimiento en Nag Hammadi del evangelio de Tomás, recopilación de dichos atribuidos a Jesús, contribuye a consolidar la hipótesis de la existencia de la fuente Q.
Defendieron la existencia de Q los teólogos protestantes Weisse (Die evangelische Geschichte kritisch und philosopisch bearbeitet, 1838), y Holtzmann (Die Synoptischen Evangelien, 1863) y la desarrollaron posteriormente Wernle (Die synoptische Frage, 1899), Streeter (The Four Gospels: A Study of Origins, treating of the manuscript tradition, sources, authorship, & dates, 1924, quien llegó a postular cuatro fuentes (Marcos, Q, y otras dos, que denominó M y L) y J. Schmid (Matthäus und Lukas, 1930). Aunque para Dibelius y Bornkann pudo tratarse de una tradición oral, lo más probable es que se tratase de una fuente escrita, dada la coincidencia a menudo literal entre los evangelios de Mateo y Lucas. También se ha considerado probable que el protoevangelio Q se hubiera redactado en arameo y se haya traducido posteriormente al griego.
Si bien la fuente Q es una hipótesis de los eruditos para intentar explicar el problema sinóptico, esta colección de dichos de Jesús, también conocido modernamente como Logia, era de lectura y estudio cotidiano en la iglesia primitiva y Lucas la menciona en Hechos de los Apóstoles como «Las Palabras del Señor». De tal forma, la hipótesis de Q y de Logia adquiere sustancia.

#### Otras teorías
Existen otras hipótesis que prescinden de la existencia de una fuente Q. De estas, algunas afirman la prioridad temporal de Mateo y otras consideran que Marcos fue el primer evangelio. Las más destacadas son las siguientes:
- La hipótesis propuesta por Farrer postula que el evangelio de Marcos se escribió primero y Mateo lo utilizó como fuente. Lucas, en una tercera etapa, utilizó ambos como fuentes.

- La hipótesis de Griesbach da prioridad al evangelio de Mateo. Lucas lo habría utilizado como fuente, y, finalmente, Marcos habría hecho uso de los dos precedentes. La propuso Johann Jakob Griesbach en 1789.

- La hipótesis agustiniana sostiene que Mateo fue el primer evangelio, seguido de Marcos y de Lucas, y que cada evangelista utilizó el precedente como fuente. Esta es la teoría más próxima a los planteamientos de los Padres de la Iglesia y la más frecuente en la tradición católica.
- La hipótesis de los esenios sostiene que este grupo escribió y recopiló la mayor parte de los escritos de la vida de Jesús y dio inicio al evangelio de Q.

- La hipótesis de Goinheix dice que el primer evangelio que circuló fue el de Mateo en lengua aramea. Siguiendo la narrativa de este, y ayudándose con el documento que llamamos Q o Logia, Marcos y luego Lucas escriben sus respectivos evangelios. Luego, Mateo, conociendo ya estos dos evangelios, traduce el suyo al griego y toma elementos de aquellos. Finalmente es Juan quien da a conocer el evangelio que estuvo escribiendo durante años en Jerusalén primero y finalmente en Éfeso.

#### Evangelio según Juan
Juan es sin duda el último de los evangelios canónicos, de fecha bastante más tardía que los sinópticos. En él, los milagros no se presentan como tales sino como «signos», es decir, gestos que tienen una significación más profunda: revelar la gloria de Jesús (ver Rivas, L. H., El Evangelio de Juan). La hipótesis elaborada por Rudolf Bultmann (Das Evangelium des Johannes, 1941) postula que el autor de este evangelio tuvo a su disposición una fuente, oral o escrita, sobre los «signos» de Cristo independiente de los evangelios sinópticos, que ha sido denominada Evangelio de los Signos, cuya existencia es meramente hipotética.

### Autoría de los evangelios canónicos
Tradicionalmente, desde mediados del siglo II, se atribuye la autoría de los evangelios a Mateo, apóstol de Jesús; a Marcos discípulo de Pedro; a Lucas, médico de origen sirio discípulo de Pablo de Tarso, y a Juan, apóstol de Jesús. Sin embargo, no se conoce la autoría real de cada evangelio. Por ejemplo, sería extraño que el autor del evangelio de Marcos fuese discípulo de Pedro porque es el evangelio que peor pinta a dicho apóstol; Jesús llega a llamarle «Satán».
En el seno de la Iglesia católica, el Concilio Vaticano II, en su Constitución Dei Verbum, señaló que «la Iglesia siempre ha defendido y defiende que los cuatro evangelios tienen origen apostólico. Pues lo que los Apóstoles predicaron por mandato de Cristo, luego, bajo la inspiración del Espíritu Santo, ellos y los varones apostólicos nos lo transmitieron por escrito, fundamento de la fe, es decir, el evangelio en cuatro redacciones, según Mateo, Marcos, Lucas y Juan».

### Fechas de los evangelios canónicos
No hay información acerca de las fechas exactas en que fueron redactados. La mayoría de los expertos considera que los evangelios canónicos se redactaron en la segunda mitad del siglo I d. C., alrededor de medio siglo después de la desaparición de Jesús de Nazaret, aunque muchos expertos consideran que se redactaron antes de la destrucción del Templo de Jerusalén (p. ej. J.A.T. Robinson en su libro Redating the New Testament, J. Carrón García y J. M. García Pérez en su obra ¿Cuándo fueron escritos los evangelios?, entre otros).
También existe una minoría que propone que los evangelios se redactaron tras la destrucción definitiva de Jerusalén, durante el reinado de Adriano.
Raymond E. Brown, en su libro An Introduction to the New Testament, considera que las fechas más aceptadas son:
- Marcos: c. 68-73.
- Mateo: c. 70-100 (aunque algunos autores, que no aceptan la prioridad de Marcos, sitúan su redacción en una fecha anterior al año 70).
- Lucas: c. 80-100 (una mayoría de estudiosos lo data en torno al año 85).
- Juan: c. 90-110 (la fecha propuesta por C. K. Barrett; R. E. Brown no ofrece una fecha consensuada para el evangelio de Juan).

Estas fechas están basadas en el análisis de los textos y su relación con otras fuentes.
En cuanto a la información que proporciona la arqueología, dejando aparte el papiro 7Q5, cuyo contexto no se conoce, el manuscrito más antiguo de los evangelios canónicos es el llamado papiro P52, el cual contiene una breve sección del evangelio de Juan (Juan 18: 31-33,37-38). Según los papirólogos, y sobre la base del estilo adriánico de escritura, dataría de la primera mitad del siglo II, aunque no existe consenso total acerca de la fecha exacta. De todos modos, el lapso que separa la fecha de redacción tentativa del manuscrito original de Juan respecto de la del papiro P52, considerado la copia sobreviviente más antigua, es extraordinariamente breve, si se compara con la de otros manuscritos de la antigüedad preservados. Y esto se constata, en menor grado, en todos los evangelios cuyas copias más antiguas guardan menos de un siglo de diferencia respecto de la fecha estimada de redacción de sus originales.
Los textos de los evangelios no se fijaron inmediatamente, sino que fueron evolucionando y aparecieron diferentes variantes hasta al menos el siglo IV.

## Armonización y concordismo
La «armonización» fue un recurso utilizado cuando se buscaba la forma de «forzar» textos de los evangelios que parecen contradecirse o que no están totalmente de acuerdo entre sí para que parezca que expresan lo mismo. De ahí el nombre de «problema armónico», con el que se refería la dificultad para reunir los cuatro relatos evangélicos en uno solo.
Uno de los ejemplos más famosos fue el «Diatéssaron», nombre griego que se podría traducir como «formado por cuatro». Se trata de una obra griega escrita entre los años 165 y 170 por el autor sirio Taciano, que consiste en un solo evangelio compuesto con elementos tomados de los cuatro evangelios canónicos y, posiblemente, también de alguna fuente apócrifa. Taciano eliminó las repeticiones y armonizó los textos para ocultar las posibles discrepancias que se encuentran en los evangelios.
Esa obra tuvo mucha popularidad en la Iglesia en lengua aramea hasta llegar a convertirse en el evangelio de las Iglesias de Siria. Efrén de Siria (306-373) escribió un comentario al Diatéssaron que se conserva en la actualidad. Para sus adversarios, la obra de Taciano no reflejaba fielmente el texto de los evangelios debido a sus armonizaciones y omisiones. También criticaban que, al mostrar un evangelio «único», no permitía ver el mensaje propio que ofrece cada uno de los evangelistas. Por esa razón, se ordenó en el siglo V que se volvieran a leer los evangelios por separado.
El «concordismo» fue otro recurso que se utilizó cuando ciertos textos bíblicos en general, que reflejan conceptos científicos de épocas en las que las ciencias estaban mucho menos desarrolladas, se presentan de manera forzada para que expresen lo mismo que dice la ciencia en la actualidad.
Estos recursos, utilizados en otros tiempos con cierta frecuencia hasta llegar a ser populares, se han dejado totalmente de lado en la actualidad. El objetivo de los autores de los evangelios era catequizar, anunciar la salvación, no proclamar verdades científicas en general. Esto no impide, obviamente, que los evangelios puedan analizarse además como cualquier escrito antiguo mediante la crítica histórico-literaria, la crítica textual, etc.

## Evangelios apócrifos

### Textos fragmentarios
- Evangelio de los Hebreos
- Evangelio griego de los egipcios
- Evangelio de Marción
- Evangelio secreto de Marcos
- Evangelio de Judas
- Evangelio de María Magdalena
- Evangelio de la esposa de Jesús
- Fragmentos de Oxyrhynchus

### Apócrifos de la Natividad
- Protoevangelio de Santiago
- Evangelio del Pseudo Mateo
- Libro sobre la Natividad de María
- Liber de infantia Salvatoris

### Apócrifos de la infancia
- Evangelio del Pseudo Tomás
- Evangelio árabe de la infancia
- Historia de José el carpintero
- Evangelio armenio de la infancia
- Libro sobre la infancia del Salvador

### Apócrifos de la Pasión y Resurrección
- Evangelio de Pedro
- Actas de Pilato
- Evangelio de Bartolomé

### Apócrifos gnósticos de Nag Hammadi
- Evangelio de Tomás
- Evangelio de Felipe
- Evangelio de María Magdalena